# Teenage Love Affair
"Teenage Love Affair" is de 3e single van Alicia Keys's album "As I Am". Het nummer is, net als de eerste twee van As I Am verkozen tot Alarmschijf op Radio 538.

## Clip
Volgens de officiële website van Alicia en haar officiële fanclub, is de clip van "Teenage Love Affair", die werd geregisseerd door Chris Robinson (die ook de clips voor "Fallin'" en een paar andere), opgenomen in de Drew University in Madison, New Jersey in de Verenigde Staten. De clip is gebaseerd op de film School Daze (1988) van Spike Lee. De clip werd voor het eerste uitgezonden op 23 april 2008 in de Verenigde Staten. In de clip zit een kort stukje, in de disco, waarin een klein stukje van "I Need You", een ander lied van As I Am, wordt afgespeeld.

## Afspeellijst
Promotiesingle in de VS
1. "Teenage Love Affair" (albumversie)
2. "Teenage Love Affair" (instrumentaal)
3. "Teenage Love Affair" (alternatieve versie)

## Hitnotering
| "Teenage Love Affair" in de Nederlandse Top 40 - binnen 31 mei 2008 | "Teenage Love Affair" in de Nederlandse Top 40 - binnen 31 mei 2008 | "Teenage Love Affair" in de Nederlandse Top 40 - binnen 31 mei 2008 | "Teenage Love Affair" in de Nederlandse Top 40 - binnen 31 mei 2008 | "Teenage Love Affair" in de Nederlandse Top 40 - binnen 31 mei 2008 | "Teenage Love Affair" in de Nederlandse Top 40 - binnen 31 mei 2008 | "Teenage Love Affair" in de Nederlandse Top 40 - binnen 31 mei 2008 | "Teenage Love Affair" in de Nederlandse Top 40 - binnen 31 mei 2008 | "Teenage Love Affair" in de Nederlandse Top 40 - binnen 31 mei 2008 |
| Week                                                                | 1                                                                   | 2                                                                   | 3                                                                   | 4                                                                   | 5                                                                   | 6                                                                   | 7                                                                   | 8                                                                   |
| ------------------------------------------------------------------- | ------------------------------------------------------------------- | ------------------------------------------------------------------- | ------------------------------------------------------------------- | ------------------------------------------------------------------- | ------------------------------------------------------------------- | ------------------------------------------------------------------- | ------------------------------------------------------------------- | ------------------------------------------------------------------- |
| Nummer                                                              | 36                                                                  | 26                                                                  | 25                                                                  | 21                                                                  | 28                                                                  | 32                                                                  | 36                                                                  | uit                                                                 |